# Andrés Ramírez
Andrés Ramírez Gandullo (El Garrobo, 8 luglio 1956) è un ex calciatore spagnolo, di ruolo attaccante.

## Carriera
Giocò nelle giovanili del Real Betis Successivamente fu assegnato al servizio militare nella località di Isla de León. Durante questo periodo quindi giocò nel team locale, il San Fernando Club Deportivo, nelle categorie inferiori del calcio spagnolo. Da qui fu notato e ingaggiato dal FC Barcellona.
Si trasferisce al Barcellona nel 1979, al termine del servizio militare.
Venne ceduto in prestito al Recreativo de Huelva in Primera División  e nell'anno successivo al Real Valladolid in Segunda División (ottenendo la promozione in massima serie). In entrambe le squadre lavorò con Eusebio Ríos come allenatore.
Nel 1980 rientrò al Barcellona e fu aggregato alla prima squadra da Helenio Herrera. Nel suo primo anno in blaugrana vinse la Coppa del Re e collezionò tre presenze in Coppa Uefa. Nella stagione 1981-1982 vinse la Coppa delle Coppe.
Nel 1982 si trasferì al Real Saragozza. Il suo trasferimento faceva parte di un'operazione di calciomercato che portò Pichi Alonso a Barcellona, in cambio, oltre a Ramírez, di Totó, Salvador García Puig e José Saura. Giocò la stagione 1982-1983 in Aragona, allenato da Leo Beenhakker.
A fine anno si trasferì al Real Murcia per 50 milioni di pesetas. Trovò di nuovo Eusebio Ríos come allenatore. La sua esperienza durò solo due stagioni a causa di problemi fisici che ne limitarono il rendimento.
Dal 1985 al 1987 giocò in Segunda División spagnola con la maglia del Real Oviedo, prima di concludere la carriera al Benidorm Club de Fútbol in Segunda División B.

## Palmarès

### Competizioni nazionali
- Coppa di Spagna: 1

Barcellona: 1980-1981

### Competizioni internazionali
- Coppa delle Coppe: 1

Barcellona: 1981-1982